# Gouverneur général de la Gambie
Le gouverneur général de la Gambie (en anglais : Governor-General of the Gambia) était le représentant de la reine de la Gambie et exerçait en son nom ses pouvoirs à partir de l'indépendance du pays en 1965. La proclamation de la république à la suite du référendum gambien de 1970 mit fin à cette fonction.

## Liste des gouverneurs généraux
| No | Portrait | Titulaire                                | Début du mandat | Fin du mandat  | Durée   | Monarque                    | Premier ministre |
| -- | -------- | ---------------------------------------- | --------------- | -------------- | ------- | --------------------------- | ---------------- |
| 1  |          | Sir John Paul (1916-2004)                | 18 février 1965 | 9 février 1966 | 11 mois | Élisabeth II (r. 1965-1970) | Dawda Jawara     |
| 2  |          | Sir Farimang Mamadi Singateh (1912-1977) | 9 février 1966  | 24 avril 1970  | 4 ans   | Élisabeth II (r. 1965-1970) | Dawda Jawara     |